# فيرنون إيرفين
فيرنون إيرفين (بالإنجليزية: Vernon Irvin)‏ هو لاعب كرة قدم أمريكية أمريكي، ولد في 1962.